# Бендавид, Лазарус
Лазарус Бендавид (нем. Lazarus Bendavid; 1762, Берлин — 1832, там же) — немецкий философ, математик и педагог; популяризатор философии Канта, занимает выдающееся положение среди кантианцев начала XIX века.

## Биография
Будучи профессиональным шлифовщиком стекла, на досуге изучал математику и филологию и опубликовал в 1785 году сочинение «Theorie der Parallelen», обратившее на себя внимание немецких математиков; за этим сочинением последовало «Das mathematische Unendliche» (1789), встреченное также с большим вниманием. Увлёкшись философией, записался в студенты Геттингенского университета и специализировался на философии Канта. Тщётно добиваясь поступления на государственную службу в Пруссии, он в 1793 году переселился в Вену, где открыл в университете публичный курс по философии Канта; после запрещения «постороннему лектору» выступать в университете, продолжил курс в замке гр. Гарраха, пока не был в 1797 г. выслан из пределов Австрии, как иностранец.
В Берлине Бендавид стал главным руководителем «Spenersche Zeitung», обнаружив особый такт в обсуждении либеральных идей в тот момент, когда под видом требований либерализма Франция угнетала большинство немецких государств. В 1806 году был назначен директором основанной Д. Фридлендером и Д. Итцигом в 1778 году Свободной еврейской школы и устроил её работу настолько хорошо, что ко времени запрещения христианским детям поступать в еврейские школы (1819) треть её учеников были христиане. Педагогическая деятельность не мешала Бендавиду продолжать начатые философские исследования и выступать в качестве убежденного кантианца, но в последние годы своей жизни он совершенно оставил философию.
Имел прозвище «Современного Диогена». Его влияние на еврейскую жизнь авторы ЕЭБЕ считали очень значительным: в «Etwas zur Charakteristik der Juden» (1793; 2 изд. 1813) он выступил горячим противником обрядовой стороны иудаизма и ярым защитником немедленного проведения религиозных реформ; одним из первых (если не первым) считал решительную реформу иудаизма единственным средством борьбы с массовым переходом образованных евреев в христианство; в этом он вполне сходился с Мендельсоном, с которым состоял в дружеских отношениях и ο котором восторженно отзывался в вышеупомянутом сочинении (по поводу этого сочинения Бендавиду пришлось оправдываться перед венским кардиналом Мигацци по обвинению в очернении христианства).
В «Ueber den Glauben der Juden an einen künftigen Messiah», пользуясь казуистическими приёмами талмудической и раввинской письменности, пытался провести мысль, будто вера в пришествие Мессии ещё не составляет сущности иудаизма; в «Zur Berechnung u. Geschichte des jüdisch. Kalenders» (1817) критиковал традиционный метод как исчисления, так и составления еврейских календарей, что вызвало нападки со стороны Меира бен-Моисей Корни в «Dabar Beitto», 1817.
Участвовал в берлинском Обществе культуры и науки евреев (с 1819). Последней работой Бендавида был подробный отчет ο положении Свободной еврейской школы в Берлине, напечатанный в 1824 году.

## Труды
Из философских работ Бендавида особенно известны:
- Vorlesungen über die Kritik der reinen Vernunft, 1796;
- Vorlesungen über die Kritik der praktischen Vernunft, 1796;
- Vorlesungen über die Kritik der Urtheilskraft, 1797, — ясное изложение кантовской системы с соответствующими критическими примечаниями;
- Ueber den Ursprung unserer Erkenntnisse, 1802, премированная Берлинской академией наук;
- Beiträge zur Kritik des Geschmacks, 1797;
- Versuch einer Geschmackslehre, 1798, — новая эстетическая теория, вызвавшая оживленный обмен мыслей среди философов и принятая, с некоторыми оговорками, почти всеми специалистами;
- Versuch einer Rechtslehre, 1802, — смелая и удачная попытка применения философии к праву.